# دوري اسطنبول لكرة القدم 1928–29
دوري اسطنبول لكرة القدم 1928–29 (بالتركية: 1928-29 İstanbul Futbol Ligi)‏ هو موسم من دوري اسطنبول لكرة القدم ‏. فاز فيه غلطة سراي.